# Howard (Nowy Jork)
Howard – miasto w Stanach Zjednoczonych, w stanie Nowy Jork, w hrabstwie Steuben.